# Creugas plumatus
Creugas plumatus is een spinnensoort uit de familie van de loopspinnen (Corinnidae).
De wetenschappelijke naam van de soort werd in 1866 als Hypsinotus plumatus gepubliceerd door Ludwig Carl Christian Koch.